# سد الکانتارا
سد الکانتارا (به اسپانیایی: Alcántara Dam) یک سد و منطقهٔ مسکونی در اسپانیا است که در استان کاسرس واقع شده‌است.